# 감만중학교
감만중학교(戡蠻中學校)는 대한민국 부산광역시 남구 감만동에 있는 공립 중학교이다.

## 학교 연혁
- 1975년 11월 14일 : 문교부 설립인가(부산광역시 남구 감만2동 2-1번지)
- 1976년 3월 1일 : 초대 이영구 교장 취임
- 1976년 3월 5일 : 개교 및 제1회 입학식(653명 10학급)
- 1976년 12월 6일 : 신축 교사 2차 준공(23.5개 교실)
- 1979년 2월 15일 : 제1회 졸업식(647명)
- 2001년 3월 1일 : 남녀공학제 실시
- 2003년 10월 20일 : 도서실 리모델링 완료
- 2005년 12월 15일 : 다목적교육관(진향관) 준공
- 2010년 3월 1일 : 영어 교과교실제 연구학교 운영(~2013. 2.)
- 2017년 7월 20일 : 급식실 개관
- 2017년 8월 16일 : 사격실 개관
- 2019년 8월 19일 : 기술실, 과학실, 진향관 리모델링 완공
- 2023년 2월 8일 : 제45회 졸업식(4학급 졸업생 104명, 누계 17,011명)
- 2023년 3월 2일 : 제48회 입학식(4학급 남 61명, 여 33명 신입생 94명)
- 2024년 9월 1일 : 제20대 황정호 교장 취임

## 참고 자료
- 감만중학교 - 한국교육학술정보원 학교알리미